# Pekmez

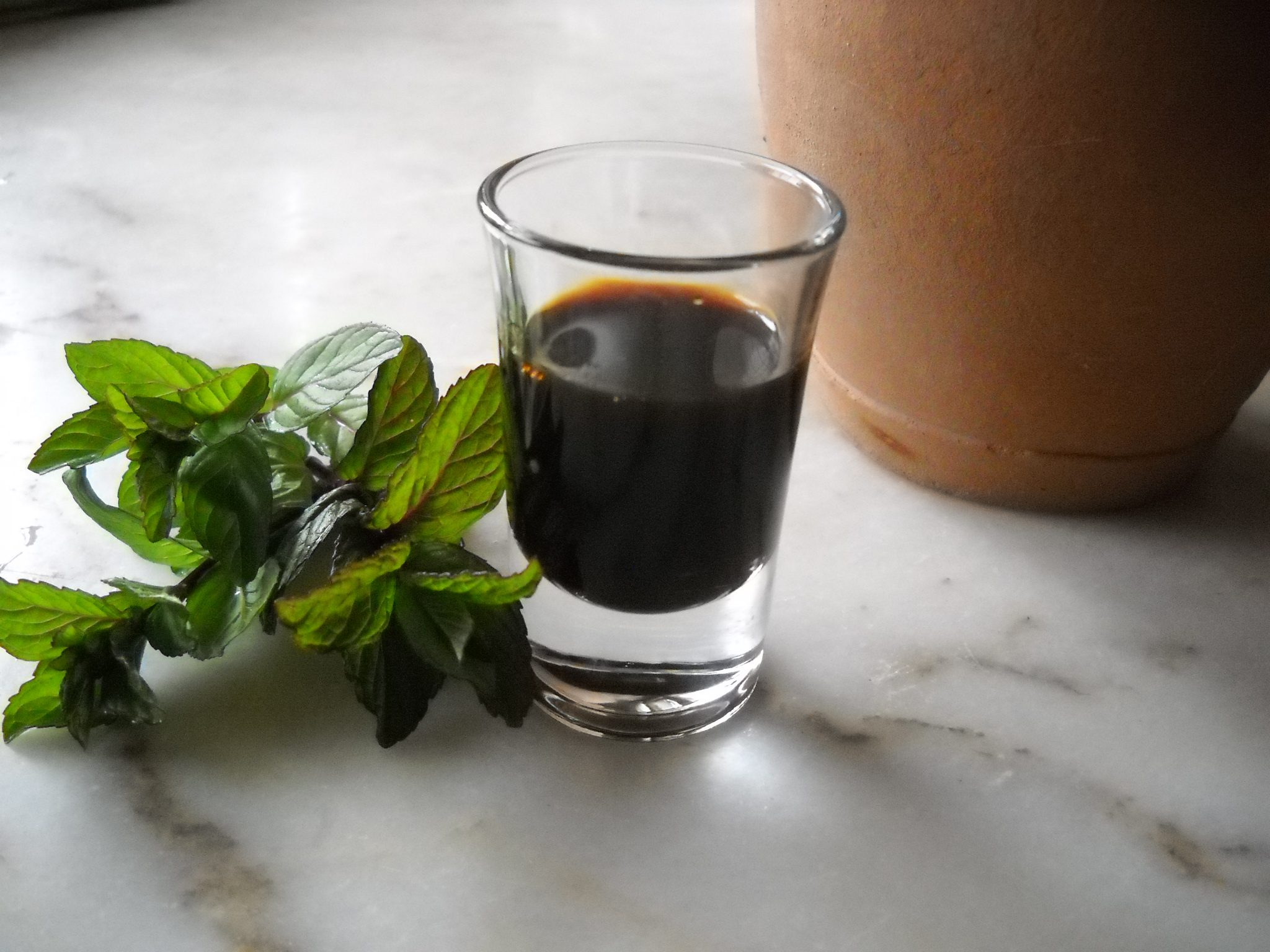
Pekmez de uva de Turquía.

El pekmez (en turco: pekmez, del turco oghuz bekmes), también llamado dibs (árabe), es un 
jarabe típico en las cocinas del mediterráneo oriental. Está elaborado a partir del zumo de una fruta que mediante cocción se reduce de volumen hasta formar una especie de jarabe denso o melaza. Las frutas empleadas suelen ser uva (mosto) o higo. Casi siempre se deja hervir con un agente coagulante que fuerce la ligazón. Se come a menudo junto con tahini en el desayuno. 
Dibis es un producto similar elaborado a partir de dátiles.  Existe, no obstante, otro tipo de pekmez elaborado a base de algarrobo, denominado keçiboynuzu pekmezi o harnup pekmezi en turco.
El pekmez es un producto casi exclusivamente turco (se parece un poco al arrope o almíbar). Cuando se cuece, se añade pekmez toprağı (un tipo de tierra que contiene entre un 50 % y un 90% de cal). Por cada 100 kg de pekmez se necesitan entre 1 y 5 kg de tierra. Lo que diferencia al pekmez de otros productos parecidos es el uso de este tipo de tierra. Después de la cocción se deja reposar y luego la tierra blanca es separada del líquido. 

## Historia
El origen de este jarabe dulce proviene de la época del Imperio romano y nos recuerda en sus orígenes al defrutum.